# سفید در قرآن
همه انسان‌ها با محیط پیرامون خود در ارتباط اند. این ارتباط گاهی با اندیشیدن گاهی با لمس کردن چشیدن شنیدن بوییدن و گاهی هم با دیدن است. انسانه محیط پیرامون خود را رنگی می‌بینند و این رنگ‌ها در آن‌ها اثری مثبت یا منفی به جای می‌گذارد این تأثیرات ممکن است فیزیکی یا روانی باشد که بعد روانی ان مهمتر و اشکارتر است.

## رنگ سفید در لغت
قرآن کریم برای بیان رنگ سفید از ماده بیض و مشتقات ان استفاده کرده‌است که دوازده بار طی دوازده آیه به عرصه ظهور نشسته‌است. بیاض از رنگهاست و ابیض یعنی صاحب سفیدی.

### تحلیل رنگ سفید در ادیان و قرآن کریم
در تحلیل رنگ سفید معصومیت غیرقابل لمس و درک نشدنی را می‌توان عنوان کرد. سفید عدم تمایز و کمال متعالی سادگی نور خورشید هوا پاکی معصومیت و نشان قدوسیت است. امروزه لباس سفید نشانی از شادکامی است و اغلب لباس نو عروسان سفید است.
هندی‌ها در مراسم عزا سفید بر تن می‌کنند که نشانه مشایعت متوفی به بهشت و رسیدن به کمال است. در فرهنگ بودا نشانه‌ای از تسلط بر نفس و نجات است. در مسیحیت نماد روح مطهر شادی پاکی بکارت و در یونان باستان نمادی از سوگواری عشق زندگی و مرگ است. رنگ برگزیده و انتخاب اول اسلام رنگ سفید است که امام باقر می‌فرماید هیچ لباسی بهتر از لباس سفید نیست.
در قرآن رنگ سفید نشانه سعاتمندی است طبق آیات ۱۰۶–۱۰۷ آل عمران"روزی خواهد بود که چهره‌هایی سفید وچهره‌هایی سیاه می‌گردد" "و اما آنان که چهره‌هاشان سفید شده در رحمت خداوند خواهند بود.
رنگ سفید رنگ لطیف و شریف است و خداوند با سفید کردن چهره مؤمنان در قیامت به شرافت و لطافت آنها می‌افزاید و ملاحت پاکی پاکدامنی و بی گناهی آنان را با این رنگ نمایان می‌کند. اصولاً رنگ سفید نشانه افراد سعادتمند در رستاخیز است.
رنگ سفید در قرآن کریم نشانه زیبایی طبیعت نیز است. خداوند در آیه ۲۷ فاطر می‌فرماید از برخی کوه‌ها رگه‌های سپید و گلگون به رنگهای مختلف و سیاه پررنگ آفریدیم. چنان‌که بیان کردیم رنگ سفید رنگی لطیف و باصفاست و خداوند باجلوه دادن رنگ سفید در کوه‌ها لطافت‌های طبیعت را به رخ می‌کشد و با اثری که این رنگ دارد طبیعت لطیف و باعث دلگشایی انسان به هنگام دیدن آن می‌شود.
یکی از معجزات بارز حضرت موسی ید بیضاء یا همان دست سفید است. در تفاسیر آمده که سفیدی دست حضرت موسی درخششی شبیه درخشش خورشید دارد که چشم‌ها از شدت سفیدی آن تاریک می‌شود. خداوند با قرار دادن دست آن حضرت به این رنگ و سفید جلوه دادن دستش آنرا نشانه الهی و معجزه معرفی کرده تا قوم متعصب و بهانه جوی بنی اسرائیل با دیدن این رنگ آرامش پیدا کنند و ایمان به مکتبش را راحت و پذیرا باشند.
و در آیات سوره صافات این رنگ به نشانه لذت بخشی و آرامش بیان شده و در آیه ۴ سوره مریم از رنگ سفید به‌طور غیر مستقیم و با استعاره زیبا یاد می‌کند «گفت پروردگارا استخوانم سست شده و شعله پیری تمام سرم را فرا گرفته و من هرگز در دعای تو از اجابت محروم نبوده‌ام» وقتی که موها و محاسن انسان به سرعت فراگیر شدن شعله‌های آتش شروع به سفید شدن می‌کند و نوید پیری را به انسان می‌دهد ناخود آگاه در انسان احساس پیری سستی ضعف و ناراحتی حاصل از این حالت پدید می‌آید.
در سوره یوسف از تجلی ناراحتی در رنگ سفید چشم گفته شده‌است.